# Anaspidoglanis
Anaspidoglanis — рід риб з підродини Auchenoglanidinae родини Claroteidae ряду сомоподібних. Має 3 види.

## Опис
Загальна довжина представників цього роду коливається від 10,7 до 24 см. Голова витягнута. Очі невеликі. Є 3 пари вусів. Тулуб видовжений. Спинний плавець доволі широкий, з'єднаний з тілом. Жировий плавець добре розвинений. Грудні та черевні плавці невеличкі. Анальний плавець з помірною основою. Хвостовий плавець короткий, з розрізненими променями.

## Спосіб життя
Воліють до прісних водойм. Зустрічаються в річкових біотопах. Активні у присмерку та вночі. Живляться водними безхребетними та дрібною рибою.

## Розповсюдження
Мешкають у басейні річок Конго, Нігер.

## Види
- Anaspidoglanis akiri
- Anaspidoglanis boutchangai
- Anaspidoglanis macrostomus